# Bataille d'Actium
Dernière guerre civile de la République romaine
La bataille d'Actium est une grande bataille navale qui se déroule le 2 septembre de l'an 31 av. J.-C. dans le cadre de la dernière guerre civile de la République romaine, qui suit l'assassinat de Jules César. Elle se produit près d'Actium, sur la côte occidentale de la Grèce, dans le golfe Ambracique, au nord de l'île de Leucade.
La bataille met aux prises les forces des deux principaux triumvirs : Octave (connu, plus tard, sous le nom d'Auguste, titre qu'il reçoit en 27 av J.-C.), fils adoptif de Jules César, d'une part, et d'autre part Marc Antoine allié à Cléopâtre. Elle voit la victoire d'Octave et d'Agrippa (qui commande alors la flotte) et la retraite définitive en Égypte de ses adversaires, marquant la fin des opérations militaires de la dernière guerre civile de la République romaine.
Par son ampleur et ses conséquences, la bataille d'Actium est généralement considérée par les historiens comme l'une des batailles navales les plus importantes de l'histoire, notamment du fait de l'importante propagande augustéenne autour de cette victoire.

## Contexte

### La montée des tensions entre lestriumvirs
Les relations entre Marc Antoine et Octave s'enveniment à partir de 38 av. J.-C. et malgré le renouvellement du second triumvirat au pacte de Tarente, l'affrontement apparaît de plus en plus inévitable. Après la défaite de Sextus Pompée lors de la bataille de Nauloque, les conditions sont réunies pour que les deux hommes s'affrontent sans obstacle. Octave cherche alors à abattre politiquement Marc Antoine qui jouit d'une grande popularité auprès du peuple et du Sénat. Mais le triomphe égyptien d'Antoine en 35 av. J.-C. et la désignation de Ptolémée XV Césarion comme roi des rois accentuent les craintes du jeune César, qui y voit une contestation de son adoption et de sa filiation. Césarion est de fait le seul fils biologique de César, et il pourrait à terme réclamer son héritage paternel. Aussi Octave s'emploie à dénigrer publiquement Marc-Antoine par tous les moyens et attaque surtout Cléopâtre, l'Égyptienne, dont il affirme qu'elle use de ses charmes sur Antoine, l'obligeant à des abandons qu'Octave estime désastreux pour Rome.
Dans le même temps, Octave insiste auprès du peuple romain sur l'échec de la campagne menée par Antoine contre les Parthes. L'échec est coûteux et il l'oppose sciemment à ses réussites illyriennes.
En 33, Octave revêt le consulat pour une journée, et profite de sa présence au sénat pour désavouer publiquement la reconnaissance par Cléopâtre de Césarion comme fils de César. Entre 33 et 32, Octave fait prêter un serment de fidélité à l'Italie et à l'Occident, pendant qu'Antoine rassemble de nombreuses troupes à Éphèse et envoie ses actes au Sénat pour se justifier de sa campagne orientale, pour faire face à la virulence de la propagande octavienne. La plupart des accusations auxquelles Antoine fait face sont réelles mais forgées à dessein et servent à gagner par la communication l'opinion publique romaine ; elles sont pour beaucoup à l'origine de la « légende noire » de Cléopâtre chez nombre d'auteurs antiques comme Sénèque et Pline l'Ancien. Cléopâtre est rendue responsable de la guerre et la propagande d'Octave n'hésite pas à affirmer qu'elle souhaite régner sur Rome. Une partie du sénat rejoint le triumvir à Éphèse, qui se déplace ensuite à Athènes, d'où il prononce son divorce d'avec Octavie, la sœur d'Octave. La rupture est consommée et Antoine est déchu pour l'année 31 av. J.-C. du consulat pour lequel il était désigné et la guerre est déclarée à l'Égypte ptolémaïque de Cléopâtre VII, et non directement à Antoine. Octave rend public le testament d'Antoine et les donations d'Alexandrie, montrant au peuple et au sénat que ce dernier a cessé d'être un Romain et qu'il souhaite offrir à Cléopâtre et à leurs enfants une large partie des provinces orientales de l'empire. C'est le début de la dernière guerre civile de la République romaine,,, qui passe, aux yeux des Romains, nourris par le discours d'Octave et malgré les subsides envoyées d’Égypte en Italie pour renverser l'opinion, pour une guerre juste, menée pour la défense de la liberté contre un ennemi étranger, un apatride qui cherchait à livrer l'Italie et l'Occident romain à une reine orientale.
Le rituel de déclaration de guerre n'est d'ailleurs pas totalement respecté : la tradition voulait qu'on fasse parvenir les récriminations du peuple romain au peuple ennemi par le biais des fétiaux. Ici, aucune ambassade ne fut envoyée en Égypte.

### Positions et forces disponibles
Entre 35 et 33 av. J.-C., Octave avait mené une grande campagne en Illyrie et en Dalmatie, dans le cadre de cette lutte pour le pouvoir. Il entendait par là assurer un pont permanent entre Italie péninsulaire - Gaule cisalpine - péninsule balkanique. Cette opération fut par ailleurs décisive dans la formation des provinces de Pannonie et de Dalmatie. Il profite de cette conquête pour forger son prestige militaire personnel et occuper ses troupes dont l'inactivité s'était avérée périlleuse en Sicile, contre Sextus Pompée. Octavien profite de cette victoire pour ainsi montrer au Sénat et au peuple qu'il est capable de défendre l'Italie contre les incursions dalmato-illyriennes, qu'il dispose d'une vraie stratégie et qu'il peut par son commandement agrandir le territoire de Rome, et non pas uniquement vaincre en guerre civile. Ces victoires permettent par ailleurs à Octavien de disposer ses troupes terrestres à la limite du domaine de compétence de Marc-Antoine, sans avoir à passer par une traversée risquée de l'Adriatique avec ses légions.
Antoine contrôle la Grèce méridionale mais reste tributaire du ravitaillement provenant d'Égypte et de Syrie et songe peut-être un temps à passer à l'offensive en attaquant l'Italie. À la fin de l'hiver 32/31, il est cependant toujours à Athènes avec Cléopâtre et la majeure partie de ses troupes terrestres tandis que le gros de sa flotte est dans le golfe d'Ambracie. Il établit ensuite son quartier général à Patras, et fort de sa supériorité numérique, avec notamment près de 700 navires, et de ses réserves de provision, il cherche peut-être à attirer Octave dans les Balkans pour l'isoler de l'Italie et le vaincre plus facilement. Il étire ses lignes entre Corcyre et le sud du Péloponnèse, mais voit ses positions méridionales contestées.
Vipsanius Agrippa, le général d'Octave, est en effet à la tête de la flotte partie de Sicile, et s'emploie à rompre le lien entre l'escadre principale d'Antoine dans le golfe d'Ambracie et la Méditerranée orientale, notamment l'Égypte. Il inflige un certain nombre de défaites successives aux lieutenants d'Antoine. Agrippa s'empare de Méthone au sud, coupant le ravitaillement d'Antoine, puis de Corcyre au nord, permettant le débarquement de l'armée d'Octavien sur la côte épirote et assurant la liaison avec l'Italie,.
Antoine s'est laissé surprendre. En effet, il ne réagit que lorsque l'armée d'Octavien a pratiquement atteint le golfe d'Ambracie. De Patras, il se porte au-devant de l'armée adverse et lui interdit d'aller plus loin que le golfe. De son côté, Agrippa continue sa tactique navale de harcèlement isolant Antoine de ses arrières, la flotte de celui-ci, bloquée dans le golfe d'Ambracie, ne pouvant plus recevoir de renforts.

### Fixation des forces sur le golfe ambracique
Peu de temps après, le golfe de Corinthe tombe aux mains d'Agrippa,, fragilisant encore la position d'Antoine. Ce dernier cherche alors à engager une bataille terrestre contre Octavien, qui reste prudemment dans son camp au nord du golfe. Plusieurs personnages de l'état-major d'Antoine font alors défection. Antoine tente de desserrer l'étreinte navale autour de ses positions. Caius Sosius remporte alors une petite victoire sur une escadre octavienne bloquant la sortie du golfe mais Agrippa survient à temps et bat lourdement Sosius, qui se retire après de lourdes pertes. La stratégie d'Agrippa a placé Antoine dans une situation difficile, enfermé dans le golfe d'Ambracie et soumis à un blocus maritime très efficace,. Au début du mois d'août, Agrippa fait sa jonction avec Octavien. Antoine établit son camp sur la position surélevée de Mikhalitzi, au nord d'Actium.

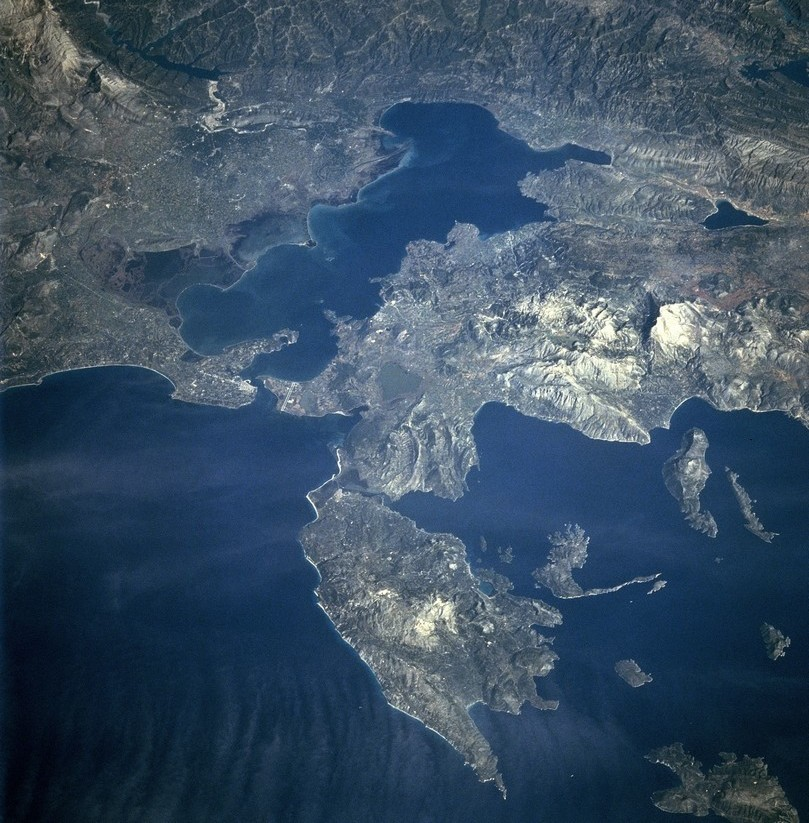
Le golfe Ambracique et son étroit détroit, avec l'île de Leucade en bas. Les forces octaviennes étaient au nord du golfe, à gauche sur l’image, face à l'armée adverse.

## La bataille
Les descriptions de la bataille sont assez imprécises, voire contradictoires et ont toutes été écrites pour célébrer le vainqueur. Les forces en présence sont quoi qu'il en soit très nombreuses.

### Armée d'Antoine
Les seules forces terrestres d'Antoine, selon Plutarque, comptent « dix-neuf légions », pour partie incomplètes, pour un total de 75 000 hommes, auxquels il faut rajouter 12 000 cavaliers. Il faut y ajouter environ 25 000 troupes légères fournies par les alliés d'Antoine. En effet, des deux côtés, mais surtout du côté d'Antoine, participent des peuples alliés-clients des Romains (des Juifs, des Pontiques, des Maures, etc.) avec éventuellement leur roi à leur tête (Bocchus de Maurétanie y était, mais pas Hérode Ier le Grand). Antoine a par ailleurs recruté à tour de bras en Galatie, Syrie, et en Macédoine des troupes en promettant l'octroi de la citoyenneté romaine. Pour autant, les troupes d'Antoine ont fortement souffert des défaites successives infligées par les lieutenants d'Octave, des désertions, et des épidémies qui déciment ses équipages. Il est même contraint de faire brûler une partie de ses vaisseaux, faute de pouvoir les aligner.
Sa flotte compte alors 230 navires, dont 60 fournis par Cléopâtre et chargés du trésor de la reine. Près de 20 000 fantassins et 2 000 archers sont embarqués.

### Armée d'Octave
La flotte d'Octave (ou César Octavien), le neveu et fils adoptif de Jules César, est commandée par Agrippa et est forte d'environ 400 navires relativement légers de type trirèmes et liburnes. Près de 8 légions, soit 40 000 hommes, sont embarquées sur ces navires légers. À terre, Octave dispose de 16 légions, soit environ 80 000 hommes et 12 000 cavaliers. Plus homogène, plus aguerrie du fait de la campagne d'Illyrie, cette troupe est égale en nombre à celle d'Antoine, mais se trouve alors dans de meilleures dispositions. C'est surtout dans sa flotte qu'Octave a confiance pour emporter l'engagement.

### Disposition
Les navires d'Octave forment au débouché du golfe une immense ligne de bataille face aux 250 vaisseaux lourds (entre 500 et 1 000 tonnes) équipés de catapultes de Marc Antoine et navires égyptiens plus mobiles de Cléopâtre VII.
La chaleur, le paludisme et la soif poussèrent les coalisés autour d'Antoine à forcer le blocus d'Octave : vaincu à plusieurs reprises, avec une armée au bord de la rupture du fait des épidémies, Antoine cherche avant tout à sortir au plus vite du piège tendu ; il s'agissait aussi et surtout de sauver le trésor de guerre — destiné au paiement des soldats — entreposé sur le vaisseau amiral de Cléopâtre. Un repli terrestre pour regagner la Macédoine et la Grèce pour livrer bataille sur terre, comme à Pharsale ou à Philippes, aurait eu l'inconvénient d'abandonner totalement la flotte égyptienne à Octave, ce qui semblait inconcevable.
Refusant le combat sur un site qui leur était défavorable, face à une flotte composée de navires très maniables, Antoine et Cléopâtre décident de tenter de forcer le blocus, en comptant sur Canidius Crassus pour faire tenir à terre les légions et organiser un repli stratégique.

### Engagement
Au matin du 2 septembre 31 av. J.-C., après plusieurs jours de tempête, Antoine profite d'une accalmie et tente une sortie en ordre de bataille. Octavien l'attend déjà, à environ 1 500 mètres de là.
Antoine dirige son aile droite avec Lucius Gellius Publicola, là où le choc décisif devait avoir lieu. Au centre, il dispose Marcus Octavius et Marcus Insteius ; à gauche, Caius Sosius.
Octavien confie le commandement de sa flotte à Agrippa, qui commande sa gauche, en face d'Antoine. Lui-même se dispose à la droite, avec Marcus Lurius, tandis que le centre est tenu par Lucius Arruntius. Les navires les plus gros sont disposés aux ailes.
Pendant plusieurs heures, chaque camp s'observe sans rien faire. À midi, la flotte d'Antoine se met en mouvement. Plusieurs navires tentent d'encercler le vaisseau amiral d'Antoine, tandis qu'Agrippa dégarnit sa deuxième ligne et effectue ainsi une manœuvre d'enroulement sur sa gauche, forçant Publicola à étendre sa ligne et à prendre le large, se retrouvant coupé du centre de l'action. Octave procède symétriquement, en enroulant l'aile gauche de son adversaire. Le centre de la mêlée se retrouve dégarni, laissant à Cléopâtre la possibilité de s'engouffrer pour s'enfuir vers Leucade, ce qu'elle fait vers trois heures de l'après-midi. Antoine se dégage alors de la mêlée et la suit, embarqué non plus sur son navire amiral, mais sur une quinquérème.

### Bilan
Le plan d'Antoine est alors réalisé, malgré ce que la propagande octavienne dit par la suite de cette bataille : son armée de terre est intacte, il n'a pas été capturé et force Octave à livrer le combat naval jusqu'au bout. La bataille fait alors rage une bonne partie de l'après-midi. Le soir, Octave maintient son blocus. Capitalisant sur l'image de la fuite de son rival, il obtient alors la reddition de la flotte (peut-être du fait de la trahison de Caius Sosius) puis de l'armée terrestre d'Antoine.
Selon Plutarque, 5 000 hommes furent tués, selon Orose, 12 000 auxquels s'ajoutèrent 6 000 blessés dont 1 000 ne survécurent pas. Marc Antoine et Cléopâtre, qui ne pensaient pas que les troupes finiraient par se rendre si vite, regagnent l'Égypte mais abandonnent tout espoir de lutte armée contre les partisans du jeune César. Ils se suicident un an plus tard.

## Conséquences

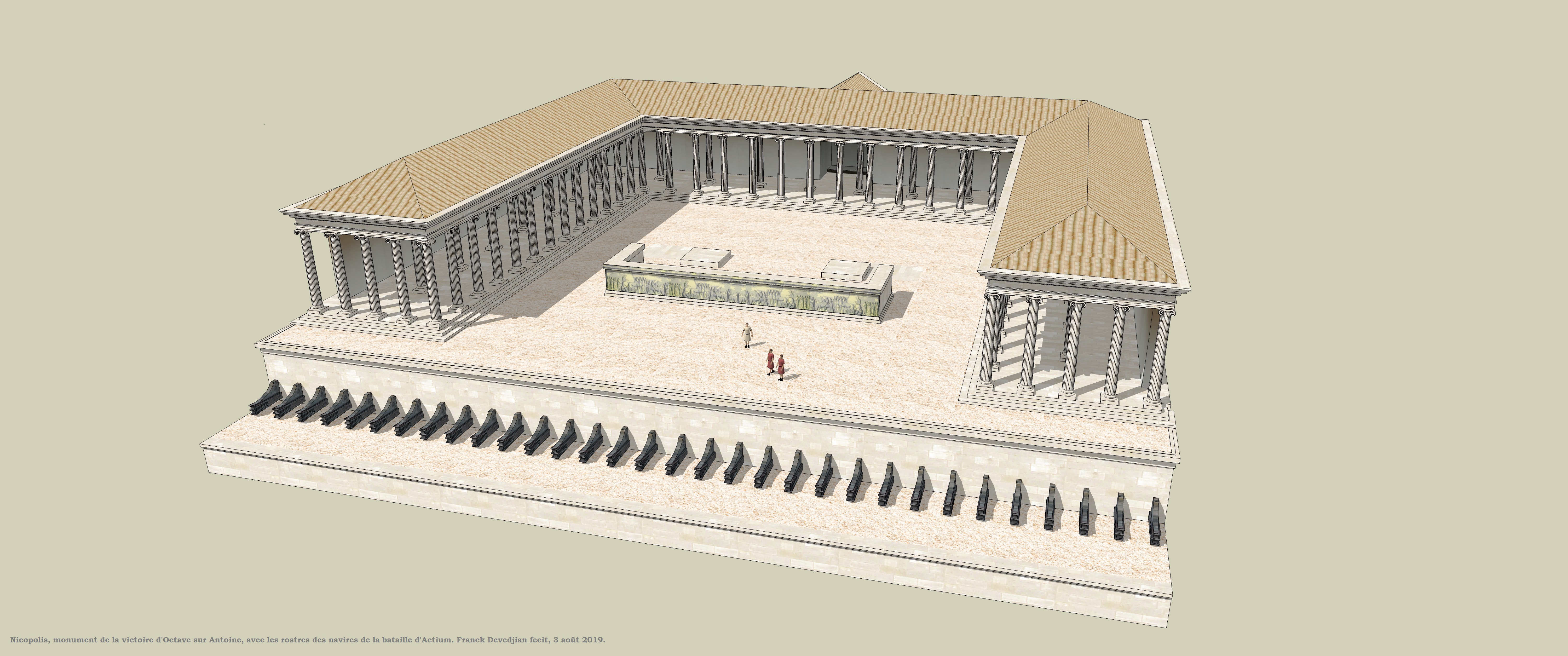
Grand autel de la Victoire d'Actium, à Nicopolis, édifié à l'emplacement du camp d'Octave

Octavien parvient ainsi à transformer son avantage numérique stratégique en succès décisif, grâce aux nombreuses opérations préparatoires menées par lui en Illyrie et par Agrippa sur la mer.

### Reddition des troupes d'Antoine
Caius Sosius se rend en effet dès le lendemain de la bataille après qu'une partie de ses navires est incendiée par le jeune César. Quand Antoine apprend la défection de la flottille de Sosius, il entre dans un profond abattement. Depuis le cap Ténare, situé à l’extrême sud du Péloponnèse, il donne alors l'ordre à Canidius Crassus de conduire l'armée terrestre en Macédoine. Les soldats, démoralisés d'avoir assisté au départ de leur chef puis devant la reddition de la flotte, résistent un temps aux sollicitations d'Octavien. Cependant, ce dernier parvient sans doute à convaincre les soldats d'Antoine que celui-ci s'est honteusement enfui, trop peu dans l'armée étant initiés au plan d'Antoine. Après plusieurs jours, l'armée terrestre d'Antoine fait défection et se rallie à Octave,. Lorsque Antoine apprend par Canidius Crassus, qui le rejoint seul, la défection de son armée, il comprend que la guerre est perdue,.

### Fin de la guerre
Cette bataille marque traditionnellement la fin de la dernière guerre civile de la République romaine. Les troubles qui avaient secoué Rome depuis 50 av. J.-C. sont désormais clos.
Cette victoire permet à Octave, le futur Auguste, de s'imposer comme maître absolu de l'empire naissant, en capturant les forces restantes d'Antoine et de Cléopâtre VII, qu'il assiège brièvement un an plus tard, avant que tous deux ne se suicident.
Peu après la bataille, Auguste décida d'en pérenniser le souvenir en fondant, à proximité des lieux de l'événement, la cité épirote de Nicopolis (« ville de la victoire »). L'inauguration eut probablement lieu en 28 av. J.-C., date des premiers Jeux Actiens.
Octave usa et abusa de cette victoire pour en faire un objet de communication politique tout au long de son règne. Symbole de sa maîtrise des mers et de la faveur que les dieux lui accordent, symbole aussi de sa supériorité sur son rival, la bataille d'Actium est considérée par les historiens modernes comme le point de bascule à partir duquel l'avènement du principat est inéluctable. On retrouve des traces de ces commémorations et de cette communication sur nombre de monnaies romaines de l'époque d'Auguste et sur divers monuments figurés de l'époque julio-claudienne, comme dans les célèbres reliefs d'Actium découverts à Avellino et conservés à Budapest.

## Galerie

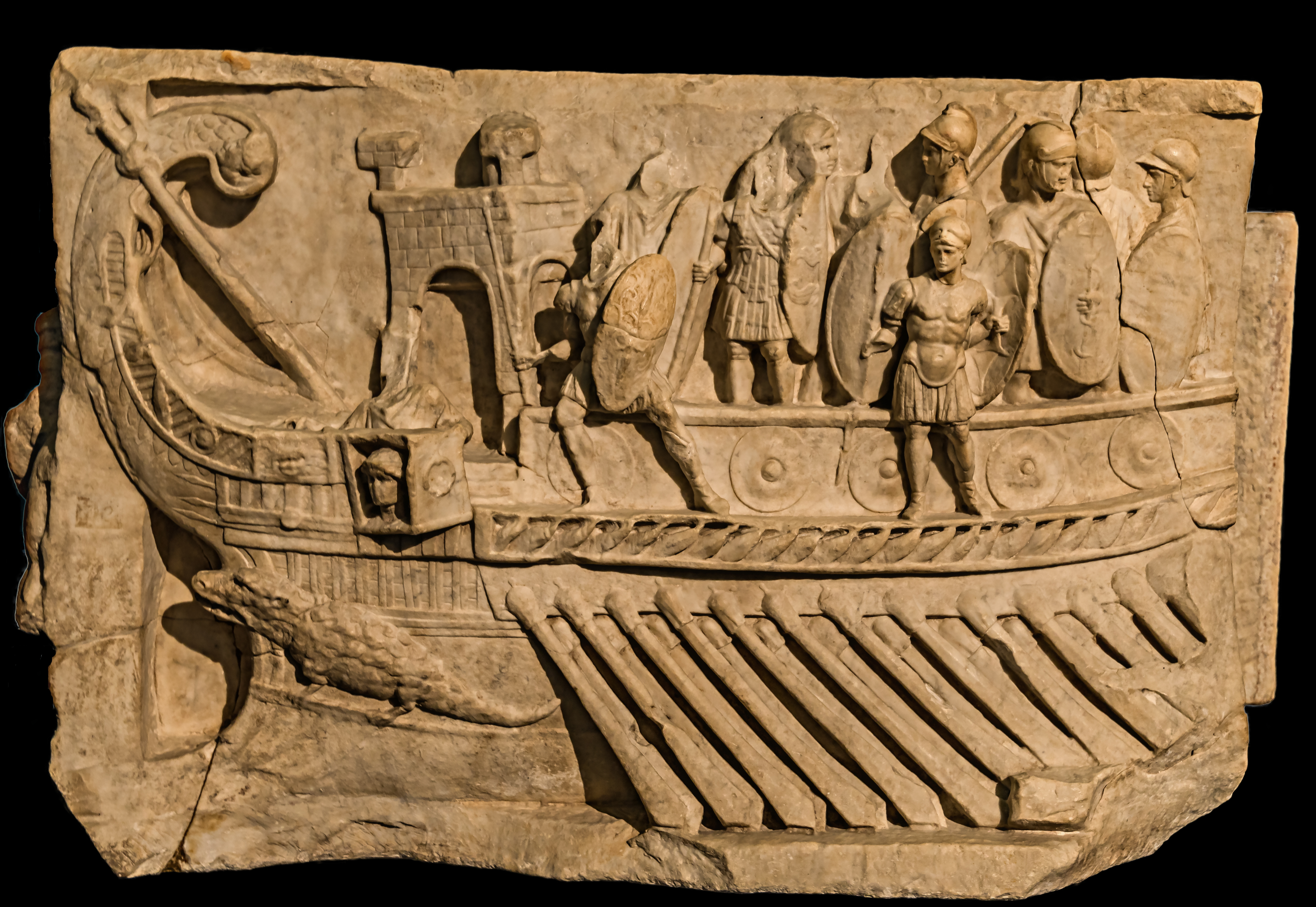
Relief de Préneste commémorant la bataille d'Actium. Époque augustéenne (Musées du Vatican)

Reliefs commémoratifs de la bataille d'Actium découvert à Avellino (Italie). Marbre de Carrare, époque tibérienne.
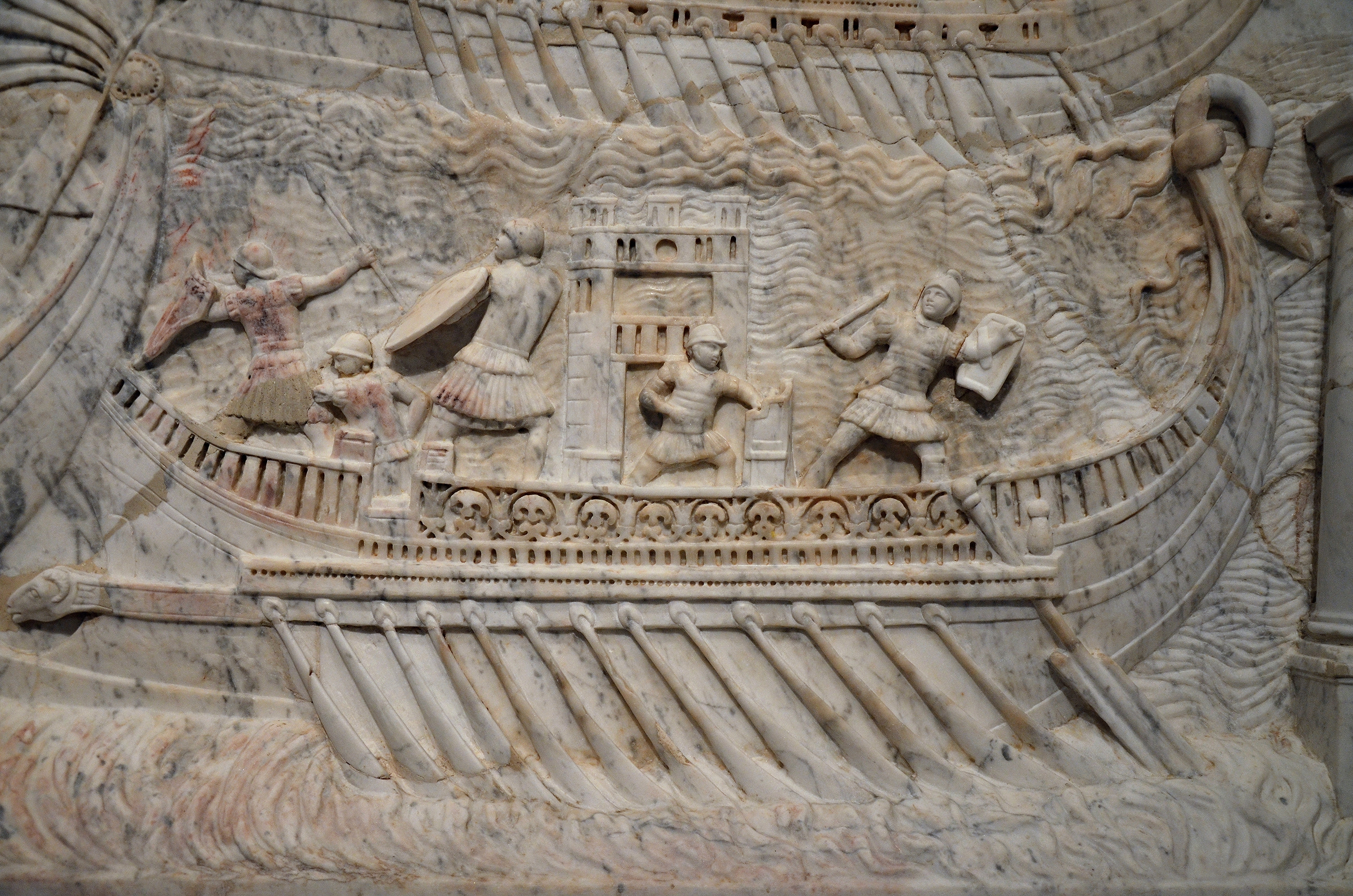
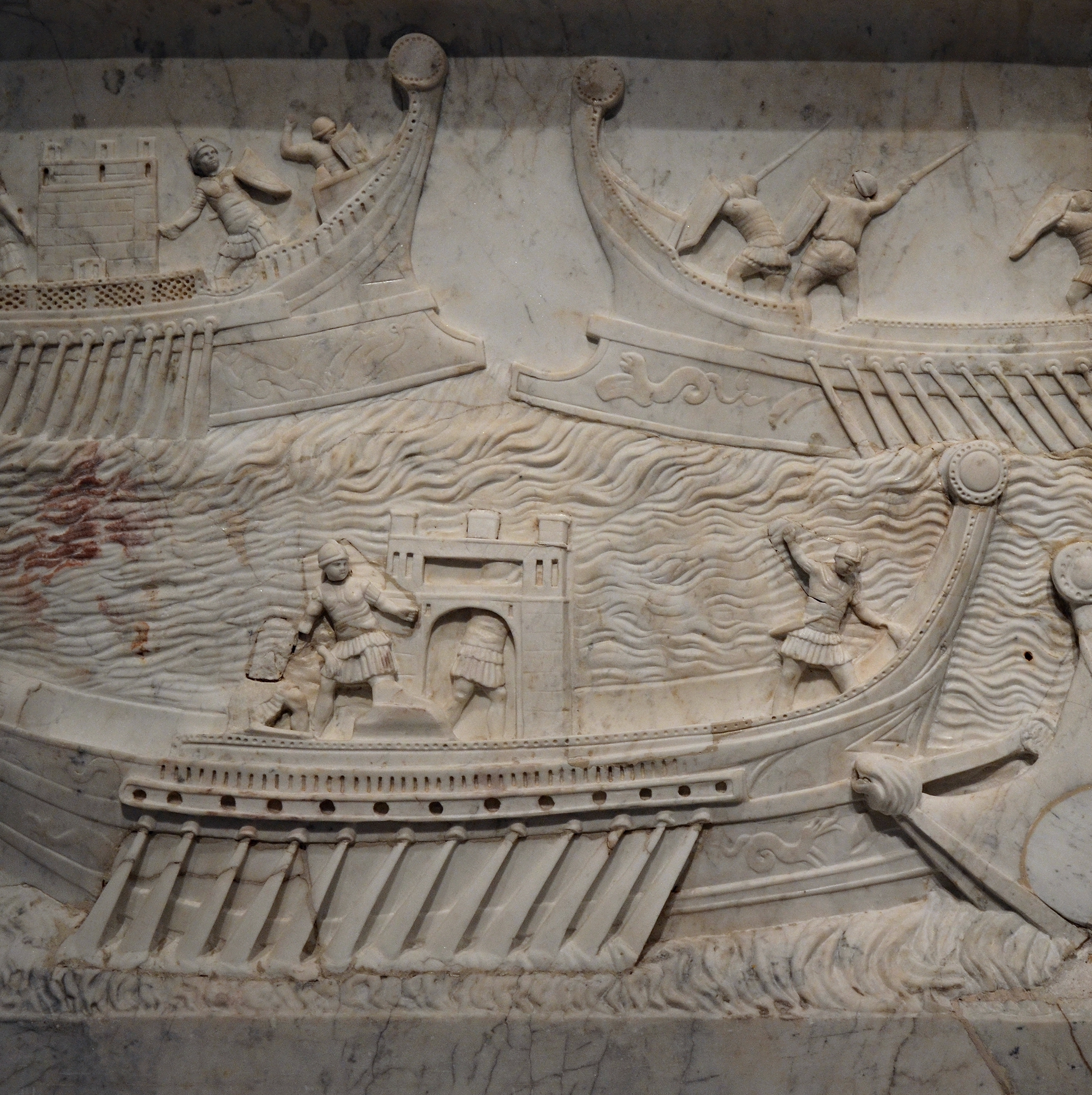
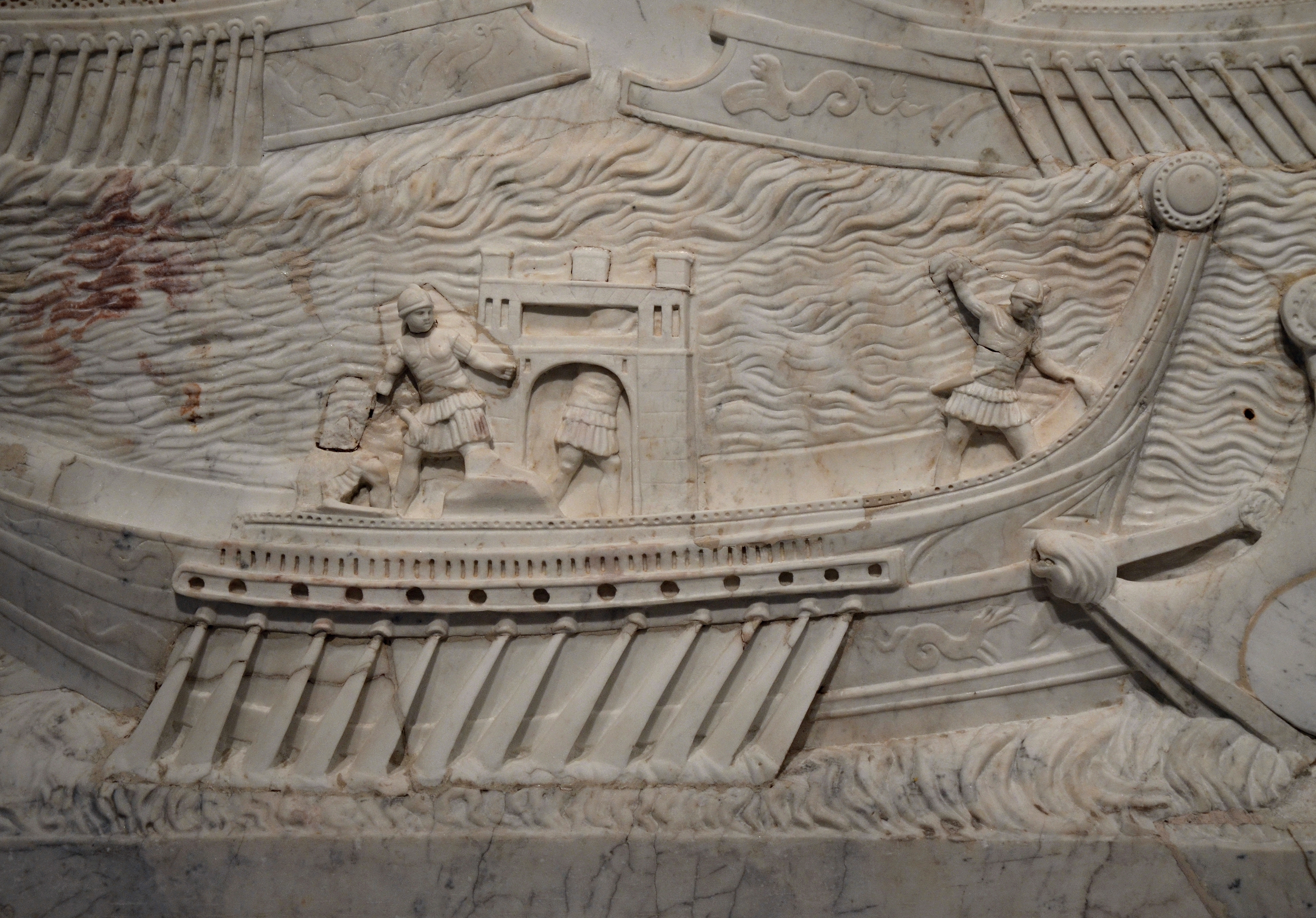

## Dans la culture
- La bataille figure dans le film Cléopâtre de Joseph L. Mankiewicz en 1963.
- Le dixième et dernier épisode de la saison 2 de la série Rome débute par la fin de la bataille d'Actium. L'épisode se termine par le triomphe d'Octave lors de son retour à Rome.

#### Auteurs de l’Antiquité
- Dion Cassius, Histoire romaine [détail des éditions] [lire en ligne],
- Plutarque, Vies parallèles [détail des éditions] [lire en ligne]
- Velleius Paterculus, Histoire romaine, livre II [lire en ligne]
- Virgile, Énéide [détail des éditions] [lire en ligne], VIII

#### Auteurs modernes
- Pierre Cosme, Auguste, Paris, Perrin, coll. « Tempus », 2009, 345 p. (ISBN 978-2-262-03020-9)
- Jean Gagé, Actiaca, dans Mélanges de l'école française de Rome, 53 (1936), p. 37-100.
- Peter Green (trad. Odile Demange), D'Alexandre à Actium, du partage de l'empire au triomphe de Rome (323 - 30 av. J.-C.), Robert Laffont, 1997, 1136 p. (ISBN 978-2-221-08471-7) - Première publication en 1990.
- François Hinard, Histoire romaine, t. I : des Origines à Auguste, Paris, Fayard, 2000, 1080 p., p. 891-907
- Guy Le Moing, Les 600 plus grandes batailles navales de l'Histoire, Marines Éditions, 2011, 650 p. (ISBN 978-2-35743-077-8)
- Maurice Larrouy, Antoine et Cléopâtre. La Bataille d'Actium, Le Masque, 1934, 223 p. (SUDOC 102326312)
- Jeremy Harwood (trad. Marie-Paule Zierski), Atlas des conflits célèbres : les plus grandes batailles les 50 faits militaires les plus marquants, Sayat, Terres Éditions, coll. « Histoire et Doc », 2014, 223 p. (ISBN 978-2-35530-190-2)
- Abbé Charles François Lhomond, De viris illustribus, XVIIIe siècle
- Paul Marius Martin, Antoine et Cléopâtre : La fin d'un rêve, Paris, Albin Michel, 1990, 285 p. (ISBN 978-2-226-03959-0). Les pages 202 à 235 décrivent ou reconstituent brillamment la bataille, tout en cherchant à réviser l'idée d'une victoire écrasante, transmise par la propagande du vainqueur.
- Jean-Michel Roddaz et François Hinard (dir.), Histoire romaine des origines à Auguste, Fayard, coll. « Histoire », 2000, 1075 p. (ISBN 978-2-213-03194-1), p. 747-912
- « La physique met le nez dans la défaite de Cléopâtre », sur Le Monde, 28 mai 2019.

#### Bases de données et dictionnaires
- Notices dans des dictionnaires ou encyclopédies généralistes :   - Britannica
  - Store norske leksikon
  - Universalis
- Notices d'autorité :   - BnF (données)
  - LCCN
  - GND
  - Pologne
  - Israël